# Narcissus watieri
Narcissus watieri és una espècie de planta bulbosa que pertany a la família de les amaril·lidàcies (Amaryllidaceae).

## Descripció
Narcissus watieri fa fins a 10 cm d'alçada, amb fulles erectes, primes, cilíndriques, aquillades, de color blau verd i flors de color blanc pur, d'1,5 cm d'ample, amb segments de periant plans i corones en forma d'embut àmpliament, surten a mitjans de la primavera.

## Distribució i hàbitat
Narcissus watieri creix a les muntanyes de la Serralada de l'Atles, al Marroc. Al seu hàbitat creix als prats per sobre del pas de Tizi-n-Tischka, (el pas de muntanya important més alt del nord d'Àfrica) al Marroc a 2.300 m.

## Taxonomia
Narcissus watieri va ser descrita per Maire i publicat a Bull. Soc. Hist. Nat. Afrique N. 12: 186, a l'any 1921.
Etimologia
Narcissus nom genèric que fa referència del jove narcisista de la mitologia grega Νάρκισσος (Narkissos) fill del déu riu Cefís i de la nimfa Liríope; que es distingia per la seva bellesa.
El nom deriva de la paraula grega: ναρκὰο, narkào (= narcòtic) i es refereix a l'olor penetrant i embriagant de les flors d'algunes espècies (alguns sostenen que la paraula deriva de la paraula persa نرگس i que es pronuncia Nargis, que indica que aquesta planta és embriagadora).
watieri: epítet
Sinonimia
- Narcissus rupicola subsp. watieri (Maire) Maire & Weiller, Fl. Afrique N. 6: 61 (1959 publ. 1960).[4]